# Luigi Alberto Fumi
Luigi Alberto Fumi (Orvieto, 1919 – Campagna italiana di Grecia, 24 novembre 1940) è stato un militare italiano, decorato di medaglia d'oro al valor militare alla memoria nel corso della seconda guerra mondiale.

## Biografia
Nacque a Orvieto nel 1919, figlio di Ranieri e di Clara Maria Ramoni. Conseguita la maturità classica presso la Scuola militare "Teulié" di Milano, nel novembre 1938 fu ammesso a frequentare la Regia Accademia Militare di Fanteria e Cavalleria di Modena da cui uscì, a seconda guerra mondiale già iniziata, con il grado di sottotenente assegnato all'arma di cavalleria. Il 20 agosto 1940 si imbarcò per l'Albania, al comando del 3º Squadrone del Reggimento "Cavalleggeri Guide" (19º). Il 28 ottobre 1940 iniziarono le ostilità sul fronte greco, dove Fumi si distinse subito nel corso dei combattimenti. Ai primi di novembre sarebbe dovuto tornare in Italia, assegnato alla Scuola di cavalleria di Pinerolo, ma riuscì a rimanere al suo posto di combattimento. Cadde in battaglia il 24 novembre nel corso di un attacco portato dai greci contro la posizione italiana a Kalamas Kastagnani. Fu successivamente insignito, con Regio Decreto dell'11 luglio 1942, della medaglia d'oro al valor militare alla memoria.

### Annotazioni
1. ↑  Suo padre Ranieri si era particolarmente distinto nel corso della prima guerra mondiale, dove era stato decorato con due medaglie d'argento e una di bronzo al valor militare sui fronti di Castagnevizza del Carso e di Costalunga tra l’agosto 1917 e il giugno 1918.

### Fonti
1. ↑  Gruppo Medaglie d'Oro al Valore Militare 1965, p. 472.
2. 1 2 3 4  Combattenti Liberazione.
3. 1 2 3 4  Segreti della storia.
4. ↑  Medaglie d'oro al valor militare sul sito della Presidenza della Repubblica
5. ↑  Registrato alla Corte dei Conti il 26 agosto 1942, guerra registro 34, foglio 110.